# AT del Microscopi
AT del Microscopi (AT Microscopii) és un sistema estel·lar en la constel·lació del Microscopi, situat al nord-oest de α Microscopii, al sud-oest de ω Capricorni i a l'est d'Askella (ζ Sagittarii). És un binari visual les components del qual, dos nans vermells —denominats Gliese 799 A i B—, estan separades 4 segons d'arc. Probablement forma un sistema triple amb l'estel AU del Microscopi, situat a 1,18 anys llum. AT Microscopii es troba a 33,3 anys llum de distància del sistema solar.
Els dos components del sistema AT del Microscopi tenen tipus espectral M4.5 Ve i són pràcticament idèntics. De magnitud aparent +10,99 i +11,00, són estels tènues amb una lluminositat de 0,0037 i 0,0036 sols i un radi entorn del 40 % del radi solar. En el diagrama de Hertzsprung-Russell se situen lleugerament per sobre de la seqüència principal, la qual cosa apunta cap a la seva joventut; l'edat d'ambdós estels s'estima entorn de 12 milions d'anys. El sistema té un període orbital de 209 anys, i els estels es mouen en una òrbita excèntrica (i = 0,256) que fa que la separació entre ambdós variï entre 24,2 ua en el periastre i 40,8 ua en el apoastre.
Gliese 799 A és un estel fulgurant, una dels primers a ser reconegudes com a tal per Willem Jacob Luyten. Ha estat molt observat des de la dècada de 1970, tant en l'espectre visible —on presenta freqüent variabilitat sobretot en la banda U—, com a la regió de microones i en les longituds d'ona de metres, on també s'han detectat erupcions.